# New Tricks - Nuove tracce per vecchie volpi
New Tricks - Nuove tracce per vecchie volpi (New Tricks) è una serie televisiva britannica di genere poliziesco trasmessa per dodici stagioni dal 27 marzo 2003 al 6 ottobre 2015 sul network BBC One.

## Trama
Similmente a quanto narrato nella serie televisiva statunitense Cold Case, la serie britannica segue le storie della fittizia "Divisione casi irrisolti" (UCOS, Unsolved Crime and Open Case Squad) della Metropolitan Police Service di Londra. Il capo della Divisione è la detective Sandra Pullman che si avvale dell'aiuto di ex poliziotti in pensione richiamati in servizio per indagare sui casi del passato irrisolti.
Molta attenzione viene posta sui rapporti e sulle vicende personali dei protagonisti, che spesso devono fare i conti col proprio passato.

## Episodi
| Stagione            | Episodi | Prima TV UK | Prima TV Italia |
| ------------------- | ------- | ----------- | --------------- |
| Prima stagione      | 7       | 2003-2004   | 2006            |
| Seconda stagione    | 8       | 2005        | 2006            |
| Terza stagione      | 8       | 2006        |                 |
| Quarta stagione     | 8       | 2007        |                 |
| Quinta stagione     | 8       | 2008        |                 |
| Sesta stagione      | 8       | 2009        | 2010            |
| Settima stagione    | 10      | 2010        | 2013            |
| Ottava stagione     | 10      | 2011        | inedita         |
| Nona stagione       | 10      | 2012        | inedita         |
| Decima stagione     | 10      | 2013        | inedita         |
| Undicesima stagione | 10      | 2014        | inedita         |
| Dodicesima stagione | 10      | 2015        | inedita         |

## Personaggi e interpreti

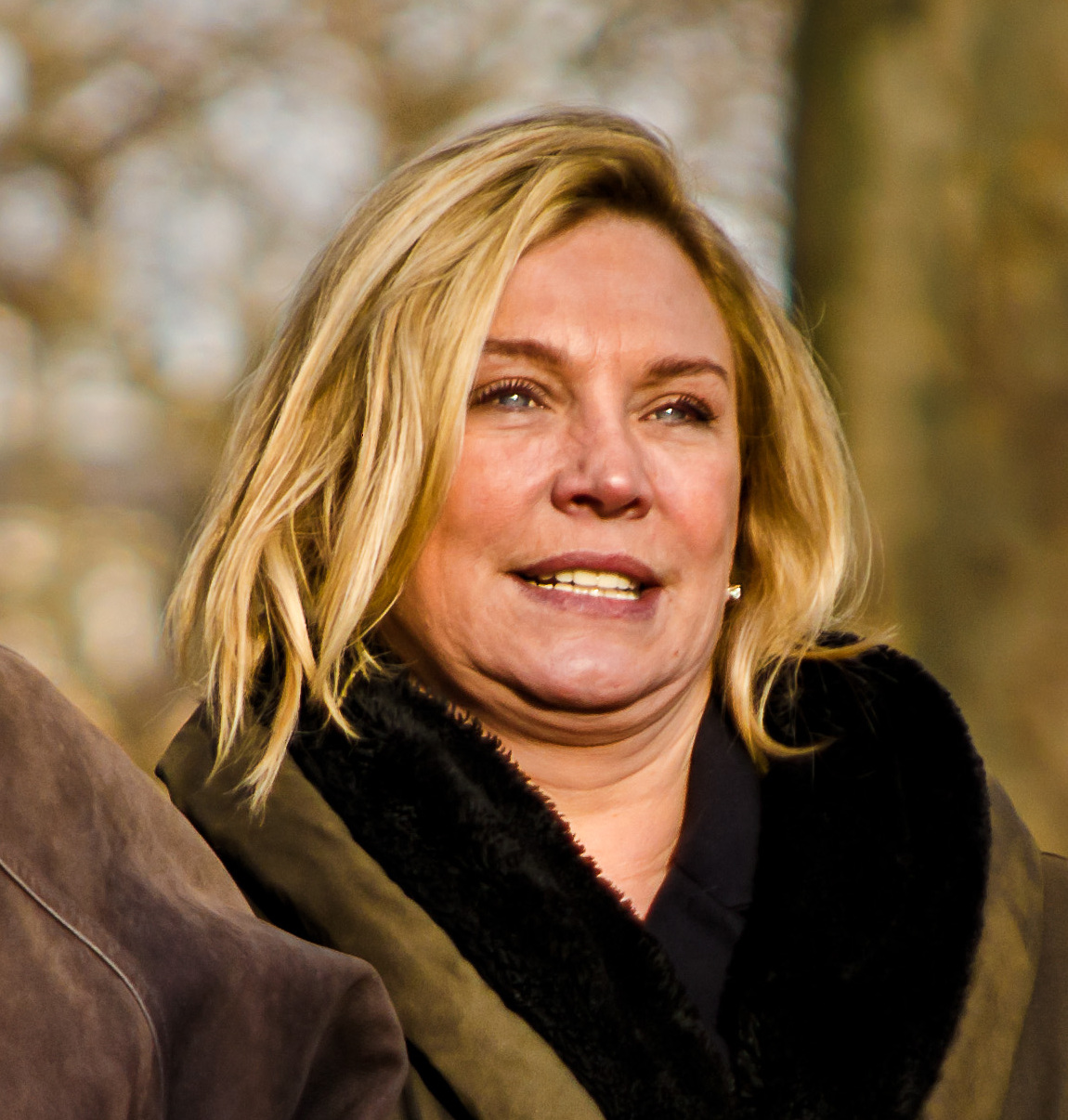
Amanda Redman, interprete del detective Sandra Pullman

- Amanda Redman, interprete del detective Sandra PullmanDetective Sandra Pullman (2003-2013), interpretata da Amanda Redman, doppiata da Loredana Nicosia. È l'unica componente femminile dell'Unità investigativa, viene posta a capo della squadra dopo un problema avuto durante una missione di polizia che potrebbe comprometterne la carriera. Inizialmente riluttante ad accettare la situazione, col passare del tempo si appassiona al suo lavoro e stringe stretti rapporti di amicizia con i colleghi più anziani. È figlia di un agente di polizia decorato che si suicidò quando lei aveva 14 anni mentre era sotto inchiesta da parte del suo attuale collega Jack Halford. Siparietti leggeri la vedono protagonista di infruttuosi tentativi di innamoramento destinati spesso al fallimento. Amanda Redman lascia la serie al termine della decima stagione.
- Gerald 'Gerry' Standing (2003-2015), interpretato da Dennis Waterman, doppiato da Bruno Slaviero. Nato Gerard Lestade, figlio di un macellaio, cambia il nome dopo aver avuto dei dissidi col padre ed è di carattere integerrimo, tanto da meritarsi il soprannome di "Last Man Standing" quando rifiutò di farsi corrompere da un gangster nonostante tutta la sua squadra già lo fosse. Gerry è un poliziotto vecchio stampo che non esita ad avere rapporti coi criminali se questo gli serve per risolvere un caso, fatto questo che gli valse un'accusa di corruzione che lo fece allontanare dalla polizia. Ha fama di donnaiolo e seduttore, con tre ex mogli, quattro figlie e alcuni nipotini. È l'unico membro dell'Unità rimasto dopo la decima stagione.
- Brian Lane (2003-2013), interpretato da Alun Armstrong, doppiato da Raffaele Fallica. Nato nel 1946 è un detective dall'incredibile memoria che possiede una forte attenzione al dettaglio, fatti questi che gli consentono di ricostruire in maniera istantanea i lati oscuri dei casi del passato su cui indagano. Si sposta spesso in bicicletta, è sposato e ha un figlio adulto. Brian è socialmente inetto ed eccentrico, con disturbi ossessivo-compulsivo di personalità, quindi ha una tendenza a mettersi nei guai nonostante le buone intenzioni. Ex alcolista ricade nella quinta stagione nel vizio e viene temporaneamente lasciato dalla moglie. L'alcool ha influito sulla sua carriera e un sottotema ricorrente è la personale ricerca della verità sul suo esonero in seguito alla morte di un prigioniero a lui affidato; scoprirà alla fine una cospirazione ai suoi danni.
- Jack Halford (2003-2012), interpretato da James Bolam, doppiato da Antonio Paiola. È l'ufficiale di più alto grado tra gli ex poliziotti ed è il primo ad essere stato avvicinato dall'ispettore Pullman per formare la squadra. È il comandante in seconda "non ufficiale" e spesso è anche il mentore di Sandra in varie occasioni. Jack si ritirò dalla polizia per prendersi cura di sua moglie Maria vittima di un pirata della strada. Nel corso della serie viene a scoprire che l'investitore è un delinquente incaricato di mandargli un messaggio dalla malavita colpendo la moglie. Spesso si ritira nel giardino di casa a "parlare" con la moglie davanti ad un piccolo memoriale in suo onore. È un uomo tranquillo e non approva i metodi spesso al limite della legge di certi colleghi. Ha una malattia incurabile di cui non informa nessuno tranne Brian Lane, il quale gli promette di non dire nulla agli altri se non dopo la sua morte.
- Steve McAllister (stagione 2012-2015), interpretato da Denis Lawson.originario di Glasgow si unisce alla squadra dopo la partenza di Jack Halford, dopo aver aiutato la squadra con un caso riaperto che coinvolge una ragazza scomparsa. Descritto come "l'antitesi dell'eterno pessimismo di Brian Lane", Steve ha la reputazione di essere un turbine e di portare anarchia in procedimenti altrimenti calmi.  Nel corso della serie, si scopre che ha un'ex moglie di nome Trisha, che ha avuto una relazione con un detective corrotto di Glasgow, In una discussione accesa con la moglie, Steve divenne violento il che portò Trisha a ottenere la custodia del loro figlio Stuart.  Lui e Gerry hanno legato e sono diventati subito amici. Alla fine della serie, con il figlio che si è trasferito in Australia, Steve decide di prendere la licenza da investigatore privato e di trasferirsi lì anche lui.
- Dan Griffin (2013-2015) interpretato da Nicholas Lyndhurst ispettore capo in pensione con esperienza sia nella Squadra Omicidi che nel Gruppo di Protezione Diplomatica, raccomandato da Brian Lane dopo la sua partenza. È un personaggio riservato che può tuttavia fornire intuizioni sorprendenti. È anche abile nell'autodifesa. Non è eccentrico come Brian, ma si dimostra altrettanto anticonformista e Gerry inizialmente creda di essere stato piazzato dalla Squadra Omicidi per ottenere informazioni. Ha una figlia adolescente disabile, Holly, che ama la musica jazz e la moglie, Sarah, è ricoverata in un reparto di sicurezza di un ospedale psichiatrico. Intraprende una nuova relazione con Fiona Kennedy, una patologa il cui fascino e ottimismo sono pari solo alla sua intelligenza. Alla fine della serie, sebbene inizialmente riluttante a lasciare Sarah, poiché lui è tutto ciò che le è rimasto, Dan decide di accettare una nuova offerta di lavoro come analista criminale per l'Interpol, trasferendosi ad Aberdeen con Fiona.

- Ispettore Capo Sasha Miller (2013-2015) interpretata da Tamzin Outhwaite. Appena uscita dal suo ruolo di ispettore capo nell'Unità Rapimenti, la neopromossa Miller è decisa, combattiva e imparziale, con uno stile di gestione inclusivo e moderno. Non si aspettava un incarico del genere, ma è affascinata dal tasso di successo dell'UCOS. Inizialmente incontra difficoltà a farsi accettare nel gruppo. È sposata con un collega e ha due figli che frequentano l'università. Dopo aver risolto il suo primo caso all'UCOS, Sasha scopre che suo marito ha una relazione, il che pone improvvisamente fine alla sua stabile vita familiare. Si adatta alla vita da single senza problemi e si irrita quando i suoi colleghi le danno pareri su potenziali appuntamenti. Sasha viene colpita da un proiettile nella dodicesima stagione da qualcuno che cerca di uccidere Gerry Standing, costringendola a rimanere su una sedia a rotelle per i primi episodi. Alla fine della stagione, nonostante la promozione di Strickland abbia salvato la UCOS, Sasha decide di accettare una promozione per guidare una nuova unità per i Delitti d'Onore.
- Vice Commissario Robert Strickland (2005–2015) interpretato da:Anthony Calf  Strickland succede al precedente responsabile Bevan come capo della squadra è un abile "animale politico" che ama crogiolarsi nella gloria riflessa del tasso di efficienza dell'UCOS; la sua scelta dei casi è influenzata dal desiderio di far fare bella figura al suo dipartimento. Ciononostante, nutre rispetto per l'UCOS e i suoi membri, essendo un forte sostenitore della squadra e avendo usato la sua influenza per proteggerli quando necessario. Sebbene continui a redarguire la squadra quando infrangono palesemente le regole, è disposto ad accettare le loro azioni se si ottiene un risultato. Ha due figli mai visti da un precedente matrimonio.  Alla fine dell'undicesima stagione, Strickland rivela di essere padre di un terzo figlio. Il finale lo vede promosso a Vice Commissario, salvando l'UCOS dalle macchinazioni politiche del suo predecessore.

### Personaggi secondari
- Esther Lane (Susan Jameson) (2003–2013): Esther è la moglie di Brian Lane, una donna che soffre da tempo per i problemi del marito: sono sposati da quasi trent'anni. Esther e Brian si sono conosciuti quando lui l'ha arrestata per aver tentato di rubare una copia de L'amante di Lady Chatterley da una biblioteca. Brian una volta sospettava che Esther fosse una spia inviata a riferire sulle sue attività, quando ha scoperto un legame tra lei e un gruppo di protesta anarchico. Hanno un figlio adulto, Mark, di cui si parla raramente, ma che spesso assiste alle partite di calcio dell'AFC Wimbledon con il padre. Esther offre a volte a Brian consigli e aiuto nei casi su cui sta lavorando. Susan Jameson, che interpreta Esther, è sposata con il co-protagonista James Bolam.
- Grace Pullman (Sheila Hancock) (2007–2008, 2011): è la madre di Sandra Pullman e la vedova del padre, Gordon, morto suicida per inalazione di monossido di carbonio. Si riunisce a Sandra quando le chiede di aiutarla a scegliere una casa di cura a causa della sua recente battaglia contro la malattia di Ménière . La loro decisione porta alla luce un omicidio che impedisce a Grace di trasferirsi nella casa che desiderava, spingendo Jack, Brian e Gerry a indagare sotto copertura all'insaputa di Strickland. In seguito, Grace ha un ictus, che la porta a rivelare a Sandra la verità sulla morte del padre dopo che Sandra ha esaminato un fascicolo chiuso. I loro tentativi di sanare la frattura nel corso della serie falliscono; quando vive brevemente con Sandra, Grace riflette sul fatto che, invece di avvicinarli, la morte di Gordon li ha allontanati ulteriormente.

## Produzione
Il titolo della serie è tratto dal proverbio inglese "You can't teach an old dog new tricks", ovvero è difficile cambiare le abitudini e la mentalità delle persone; è sinonimo del proverbio italiano "Le vecchie abitudini sono dure a morire".
James Bolam ha lasciato lo show nel 2012, sostenendo che era "diventato troppo vecchio",  facendo la sua ultima apparizione regolare nel primo episodio della serie 9 e un'apparizione come ospite nella serie 10, episodio 8. Nel quarto episodio, Denis Lawson si è unito al cast, come il nuovo personaggio dell'ispettore capo in pensione Steve McAndrew.
Prima della première della nona stagione, sia Amanda Redman che Alun Armstrong hanno annunciato che avrebbero lasciato lo show dopo la decima stagione, in seguito a una lite pubblica con diversi autori dello show. Sono stati sostituiti rispettivamente da Tamzin Outhwaite.e Nicholas Lyndhurst. Nel settembre 2014, Dennis Waterman annunciò che avrebbe lasciato la serie dopo aver girato due episodi della stagione successiva. Larry Lamb lo sostituì per il resto dell'ultima stagione.

## Distribuzione
L'episodio pilota venne trasmesso sotto forma di film per la televisione nel 2003, ordinando poi altri 6 episodi regolari da 50 minuti per la prima stagione che vennero trasmessi nel 2004; in seguito la rete ha trasmesso la serie con successo per diversi anni, ordinando anche una nona e decima stagione dello show da trasmettere nel 2012 e nel 2013, per poi concluderla nel 2015 al termine della dodicesima stagione.
In Italia la serie ha debuttato il 26 agosto 2006 sul canale LA7 che ha trasmesso le prime sei stagioni, mentre repliche della serie vengono trasmesse a partire dal 26 febbraio 2012 sul canale satellitare Fox Crime, il quale, dall'11 maggio 2013 trasmette anche la settima stagione inedita in prima visione assoluta. Le ultime stagioni sono state trasmesse in chiaro sul canale Giallo.